# Social Circle
Social Circle és una població dels Estats Units a l'estat de Geòrgia. Segons el cens del 2000 tenia 3.379 habitants.

## Demografia
Segons el cens del 2000, Social Circle tenia 3.379 habitants, 1.176 habitatges, i 873 famílies. La densitat de població era de 116 habitants/km².
Dels 1.176 habitatges en un 34,4% hi vivien nens de menys de 18 anys, en un 46,7% hi vivien parelles casades, en un 21,9% dones solteres, i en un 25,7% no eren unitats familiars. En el 21,1% dels habitatges hi vivien persones soles el 7,7% de les quals corresponia a persones de 65 anys o més que vivien soles. El nombre mitjà de persones vivint en cada habitatge era de 2,78 i el nombre mitjà de persones que vivien en cada família era de 3,21.
Per edats la població es repartia de la següent manera: un 28,3% tenia menys de 18 anys, un 8,6% entre 18 i 24, un 27,4% entre 25 i 44, un 21,2% de 45 a 60 i un 14,6% 65 anys o més.
L'edat mediana era de 35 anys. Per cada 100 dones de 18 o més anys hi havia 83,2 homes.
La renda mediana per habitatge era de 35.353 $ i la renda mediana per família de 37.183 $. Els homes tenien una renda mediana de 31.250 $ mentre que les dones 22.831 $. La renda per capita de la població era de 18.636 $. Entorn de l'11,3% de les famílies i el 14% de la població estaven per davall del llindar de pobresa.

## Poblacions properes
El següent diagrama mostra les poblacions més properes.